# Jihene Ben Cheikh Ahmed
Pour les articles homonymes, voir Ben Cheikh et Ahmed.
Jihene Ben Cheikh Ahmed (arabe : جيهان بشيخ أحمد), née le 21 décembre 1985, est une handballeuse internationale tunisienne.

## Palmarès
- Championnat d'Afrique des nations
  -  Finaliste (3) : 2006, 2010, 2012
  - 4e place (2) : 2004, 2008